# Varbergs BoIS
Der Varbergs Boll- och Idrottssällskap (kurz: Varbergs BoIS) ist ein  Fußballverein in der schwedischen Stadt Varberg. Die Mannschaft spielt derzeit in der zweithöchsten schwedischen Liga.

## Geschichte
Der Varbergs BoIS gründete sich im März 1925. Alsbald etablierte sich die Mannschaft in der Drittklassigkeit. 1937 gewann sie ohne Saisonniederlage den Staffelsieg der Division 3 Västsvenska Södra und setzte sich anschließend in den Aufstiegsspielen gegen Kinna IF durch. Anfangs spielte sie in der zweiten Liga vorne mit und belegte 1939 den dritten Platz hinter IFK Göteborg und GAIS, zwei Jahre beendete sie jedoch die Spielzeit gemeinsam mit Arvika BK auf einem Abstiegsplatz.
Varbergs BoIS gelang der sofortige Wiederaufstieg, musste aber nach zehn Niederlagen in 18 Saisonspielen erneut absteigen. In der Folge etablierte sich der Klub im vorderen Ligabereich, bis zum erneuten Staffelsieg dauerte es bis 1946. In den Aufstiegsspielen verpasste er nach zwei Niederlagen gegen Höganäs BK die abermalige Wiederkehr. In der folgenden Spielzeit wurde die Mannschaft Opfer einer Ligareform und kam in die vierte Liga.
1957 gelang Varbergs BoIS die Rückkehr in die dritte Liga, der der direkte Durchmarsch in die Zweitklassigkeit folgte. In der Division 2 Västra Götaland verpasste die Mannschaft aufgrund der weniger geschossenen Tore gegenüber dem punkt- und torverhältnisgleichen Konkurrenten Norrby IF aus Borås den Klassenerhalt. 1961 stieg der Klub erneut auf und spielte in den folgenden Jahren gegen den Abstieg. Nach fünf Spielzeiten folgte 1966 gemeinsam mit Tidaholms GoIF und SK Sifhälla der Gang in die Drittklassigkeit, aus der der Klub 1969 erneut aufstieg. Nach zwei Spielzeiten verpasste die Mannschaft 1971 abermals den Klassenerhalt.
In den folgenden Jahren etablierte sich Varbergs BoIS im vorderen Ligabereich der dritten Liga. Mehrmals verpasste die Mannschaft nur knapp den erneuten Aufstieg in die Zweitklassigkeit. Nachdem sie 1986 eine Ligareform überstanden hatte, rutschte sie in den Abstiegskampf. 1988 stand der Abstieg in die vierte Liga an. Nach dem sofortigen Wiederaufstieg spielte die Mannschaft bis zum erneuten Abstieg 1994 wieder auf dem dritten Spielniveau, ehe sie 1996 in die Fünftklassigkeit abrutschte. Nach mehreren Ligawechseln etablierte sich der Klub ab 2005 auf dem vierten Spielniveau, kehrte jedoch 2010 als Sieger seiner Viertligastaffel in die dritte Liga zurück. Die folgende Saison wurde auf dem 1. Platz beendet, dadurch gelang der Durchmarsch in die zweitklassige Superettan. Von der Saison 2020 bis 2023 spielte der Club in der ersten Liga des Landes.

## Saisons (2012–...)
| Saison | Div. | Līga        | Platz | web    | Anm.       |
| ------ | ---- | ----------- | ----- | ------ | ---------- |
| 2012   | 2.   | Superettan  | 11.   | [ 1 ]  |            |
| 2013   | 2.   | Superettan  | 13.   | [ 2 ]  | Relegation |
| 2014   | 2.   | Superettan  | 08.   | [ 3 ]  |            |
| 2015   | 2.   | Superettan  | 05.   | [ 4 ]  |            |
| 2016   | 2.   | Superettan  | 05.   | [ 5 ]  |            |
| 2017   | 2.   | Superettan  | 11.   | [ 6 ]  |            |
| 2018   | 2.   | Superettan  | 14.   | [ 7 ]  | Relegation |
| 2019   | 2.   | Superettan  | 02.   | [ 8 ]  | ▲ Aufstieg |
| 2020   | 1.   | Allsvenskan | 11.   | [ 9 ]  |            |
| 2021   | 1.   | Allsvenskan | 10.   | [ 10 ] |            |
| 2022   | 1.   | Allsvenskan | 14.   | [ 11 ] |            |
| 2023   | 1.   | Allsvenskan | 16.   | [ 12 ] | ▼ Abstieg  |
| 2024   | 2.   | Superettan  | 10.   | [ 13 ] |            |